# Tequixquiac
Tequixquiac pertence à Região Zumpango, é um dos municípios localizados ao nordeste do Estado de México, no México. Situa-se à latitude norte 19 º 51 «23" mínimo , 19 º 57 «28" máximo de longitude oeste, 99 º 03 '30 "mínimo, 99 ° 13« 35 "máximo, estando a uma altitude de 2200 metros. Possui área territorial de 	122.88 km² e sua população foi estimada em 33,907 habitantes, conforme dados do INEGI de 2010.

## Toponímia
A designação de Tequixquiac deve-se ao nome antigo na lingua nauatle de Tequixquiac (cfr. nahuatl Tequixquitl (salitre, tequiesquite ou bicarbonato de sódio com sal), atl (água), e o sufijo de lugar (-c).

## Demografia
| Localidade              | População |
| Total Município         | 33,907.   |
| Santiago Tequixquiac    | 19,772    |
| Tlapanaloya             | 6,294     |
| San Miguel              | 2,754     |
| Colonia Wenceslao Labra | 1,248     |
| Palo Grande             | 223       |
| La Heredad              | 73        |

## Governo e administração

Palácio municipal de Tequixquiac

| Prefeito                   | Periodo   |
| -------------------------- | --------- |
| José Rafael Pérez Martínez | 2000-2003 |
| Gustavo Alonso Donis       | 2003-2006 |
| Enrique Martinez Astorga   | 2006-2009 |
| Xóchitl Ramirez Ramírez    | 2009-2012 |
| Juan Carlos González       | 2013-2015 |
| Salvador Raúl Vázquez      | 2015-2018 |
| Gilberto Ramírez Domínguez | 2019-2021 |